# Plaine de la Medjana
La Plaine de la Medjana  est une plaine de l'arrière-pays bougiote, au nord de l'Algérie. Elle fait partie des Hauts Plateaux algérien et s’étend entre les Bibans à l'ouest et au nord et la ville de Sétif à l'est.

## Géographie

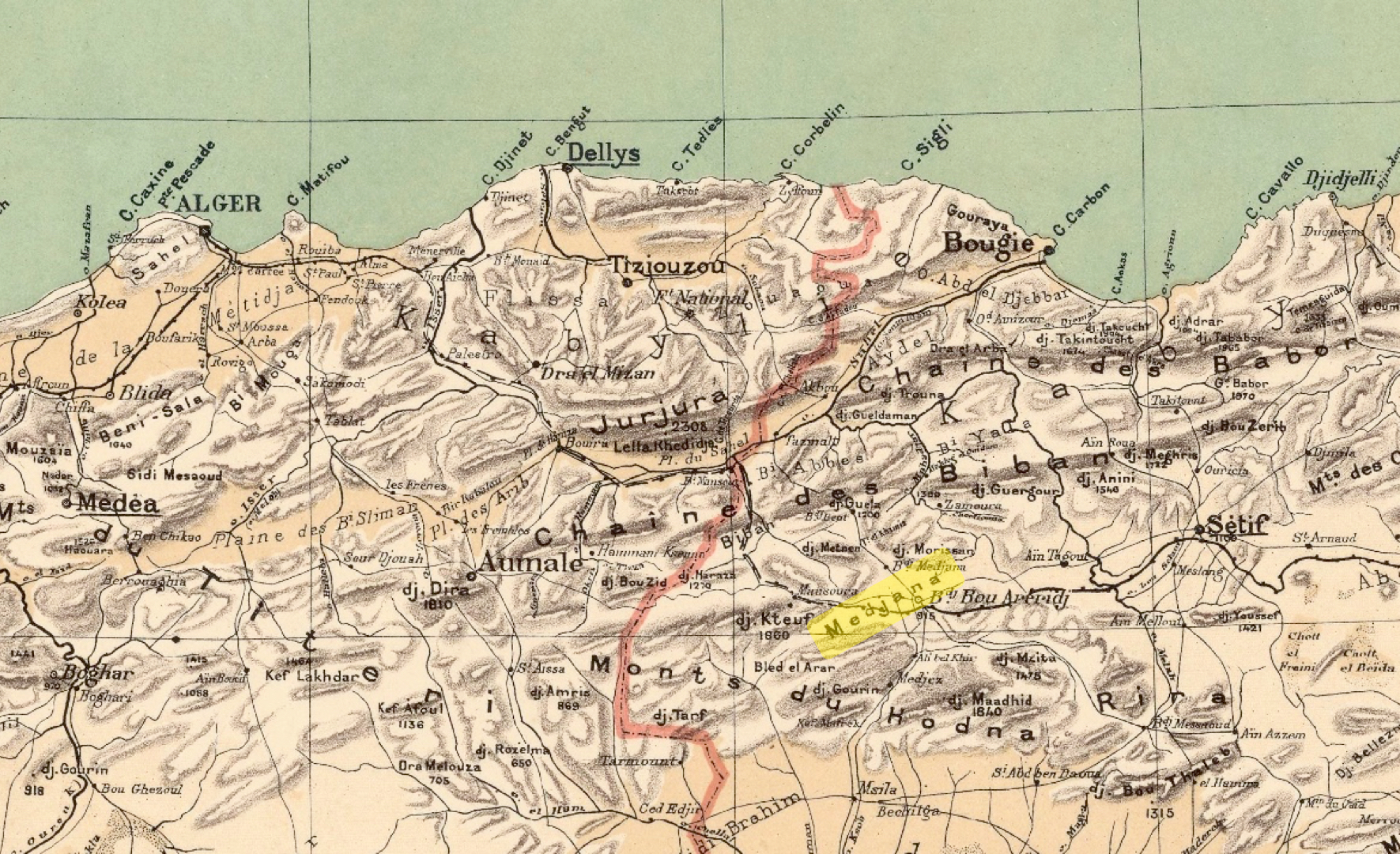
Plaine de la Medjana, carte de 1884.

La Medjana est un plateau légèrement ondulé, qui forme le bassin supérieur de l'Oued-el-Ksab. Elle est bornée au nord par des montagnes dont la plus élevée, le  djebel Morissan, culmine à 1 497 mètres ; à l'ouest par une chaîne dont le Djebel-Decat forme le sommet ; à l'est par des coteaux peu élevés ; au sud par les hautes montagnes des Maahdid, qui ont 1810 et 1 848 mètres de hauteur. Toutes les eaux de ce bassin presque circulaire s'écoulent au sud, par une ouverture de la chaîne des Maahdid, et après avoir arrosé Msila, elles vont se perdre dans le Chott-es-Saïda.
La Medjana, quoiqu'elle soit une des parties les plus fécondes du Tell, se trouve donc sur le versant saharien. Son altitude, qui à Bordj Bou Arreridj est de 943 mètres, et le voisinage de la chaîne des Maahdid, couronnée de neige quatre mois de l'année, y rendent froides les nuits d'hiver, beaucoup moins cependant qu'à Sétif. L'étendue de la Medjana est d'environ 35 kilomètres du nord au sud, et de 50 de l'est à l'ouest. La fertilité de cette région est importante. Au pied des montagnes, à la naissance des sources, on y trouve des pâturages ; la plaine est une excellente terre à blé.
La Medjana a longtemps eu une importance stratégique, politique et commerciale du fait de sa position qui commande la route d'Alger à Constantine, ainsi que la route de Constantine à Sour El Ghozlane (autrefois Aumale) et au bassin du Chélif.

## Histoire

### Antiquité
Certains auteurs font venir le nom de Medjana du Castellum Medianum des Romains (nommé Monumentum Medianum par Ammien Marcellin).
La plaine de la Medjana et ses abords étaient, dès le commencement de notre ère, habités par une population hachemites  qui fut refoulée progressivement par la colonisation romaine et les invasions vandale et musulmane.  Sous Hadrien, des Numidae, mot qui désignait non pas le peuple des Numides, mais une tribu, la gens Numidarum, s'étaient établis dans la région de Medianum (Medjana), alors en Sitifienne occidentale. Ils se partageaient le terrain avec une autre tribu, celle des Mediani et Salonia Matidia, la nièce de Trajan  ,.

### Époque de la Régence d’Alger
Au XVIe siècle, l'un des enfants du Sultan de Beni-Abbès, Abdelaziz ben Abderrahman, ayant accompagné une expédition turque à Tlemcen, revint à la Medjana accompagné d'un groupe de Hachem de Mascara qui fut le noyau de la tribu noble de ce nom dont la fidélité envers les Mokrani ne s'est jamais démentie. Selon Spielman, la tribu des Hachem est originaire du Maroc, d'où elle essaima en Algérie, vers le XVIe siècle, sur différents points : Mascara,
Minima, Sétif, etc. Mais le groupe le plus important s'installa dans là région de Bordj Bou-Arréridj-Sétif, vers 1700, où il occupa une superficie d'environ 77,000 hectares de terres.
Les puissants seigneurs de la Medjana ne tardèrent pas à étendre leur autorité absolue sur les pays environnants, l'Ouennougha, le Hodna et la vallée du Sahel.
La dynastie des Mokrani ou Amokrane régna du XVIe au XIXe siècle sur le royaume des Beni Abbes, État berbère enclavé dans le territoire de la régence d'Alger, plus particulièrement du beylik de Constantine ; son centre était la Kalâa, une citadelle dans les Bibans, mais il s'étendait sur la plaine de la Medjana, le territoire de la puissante tribu des Hachems. Cette tribu composée de plusieurs fractions (Sidi-Embarek, Sennada, El-Anasser, Medjana, Cédrata, Guemmour, Tassera, Ain Tagrout, Bou-Arréridj, Ain Sultan, Djaia et Guisali) était une sorte de milice qui était dispensée de l'impôt et se battait pour son suzerain.
Les Turcs choisissaient leurs représentants parmi les hommes les plus influents du pays ; il en résultait pour eux la nécessité d'avoir le plus grand nombre possible de Hachems. L'influence venait-elle à se déplacer, les Turcs retiraient le commandement à leur représentant lorsque, par hasard, il n'avait pas été mis à mort, et le donnaient à son rival dont l'étoile se levait. Les Ouled-Mokran, au nombre de cent environ, étaient divisés en deux ou trois groupes rivaux autour desquels se groupaient un millier de Hachems. À l'arrivée des Français en Algérie, la Medjana était gouvernée par le caïd des Ayades. Le père du bach-agha Mokrani groupa autour de lui le plus grand nombre possible de Hachems, fit sa soumission à la France et contribua à lui valoir celle de toute la contrée. À sa mort son fils lui succéda.

### Époque coloniale
En 1871, la plaine de la Medjana fut l'épicentre  de la révolte des Mokrani. Les Hachem, partisans fidèles de Mokrani, participèrent avec enthousiasme à cette insurrection, ce qui leur valut d’être frappés d’une très forte amende et du séquestre de leurs terres par arrêtés des 11 janvier et 16 juillet 1872, sans avoir été autorisés à bénéficier de la faculté de rachat accordée aux autres collectivités insurgées. En 1876, la totalité de leur territoire (environ 50 000 hectares) fut réunie définitivement au Domaine de l'État, sauf les biens de quelques familles restées fidèles. Ces territoires furent réparties entre les villages de colonisation.
C'est ainsi qu'ont été créés les centres de Sidi-Embarek, Cérès (ancien Bélimour), Galbois qui portait d'abord le nom d'EI-Anasser, Chenia, Medjana, Blondel (ancien Aïn-Sultan) et El-Achir. La ville de Bordj-bou-Arréridj reçut aussi une certaine extension territoriale. Le séquestre frappant la totalité du territoire des Hachem, il fut décidé de les déplacer dans le Hodna. Mais l’opération effectuée en octobre 1876 et concernant les fractions de Medjana, Sennada, El-Anasser et Sidi-Embarek  échoua complètement. Les Hachem se trouvaient à une journée de marche de leur ancien territoire ; malgré cette proximité, les conditions économiques étaient très différentes entre les deux régions. Étrangers au pays, ils ne trouvèrent pas dans le Hodna les ressources nécessaires pour un nouveau démarrage ; de plus, les années 1877-1878 furent catastrophiques.
Ces habitants du Tell transplantés dans une région présaharienne cherchèrent à retourner sur leurs anciennes terres. Dès mars 1878, la plus grande partie des populations transférées retournèrent sur leurs anciennes terres de la Medjana où ils eurent le statut de khamès ou d’ouvriers agricoles, tandis que leurs terres du Hodna, abandonnées, servaient de parcours aux troupeaux des nomades.